# A Woman's Vanity
A Woman's Vanity è un cortometraggio muto del 1909 diretto da Theo Bouwmeester (Theo Frenkel), un regista olandese che lavorò spesso nel Regno Unito e in tutta Europa. Questo è uno dei suoi primi film.

## Trama
Un giardiniere va a prendere un marito e lo avvisa che la moglie è stata drogata con del vino da un ricco ammiratore.

## Produzione
Il film fu prodotto dalla Hepworth.

## Distribuzione
Distribuito dalla Hepworth, il film - un cortometraggio di 137 metri - uscì nelle sale cinematografiche britanniche nel marzo 1909.
Si conoscono pochi dati del film che, prodotto dalla Hepworth, fu distrutto nel 1924 dallo stesso produttore, Cecil M. Hepworth. Fallito, in gravissime difficoltà finanziarie, il produttore pensò in questo modo di poter almeno recuperare il nitrato d'argento della pellicola.